# 维克多·鲍里索维奇·亚当斯基
维克多·鲍里索维奇·亚当斯基（俄語：Ви́ктор Бори́сович Ада́мский；1923年4月30日—2005年12月14日）是一位苏联物理学家，因其在前苏联核武器计划中的工作而闻名。

## 个人履历
维克多·鲍里索维奇·亚当斯基在1923年4月30日出生于苏联乌克兰苏维埃社会主义共和国基辅市。他在入读莫斯科国立大学后不久便被征召入伍，服役于苏德战争东线战场，并且在斯大林格勒战役期间担任红军通讯兵。1945年，他重返莫斯科国立大学读书，并于1949—1950年获得了物理学文凭。
毕业之后，他被派往位于萨罗夫（原称阿尔扎马斯-16）的全俄实验物理科学研究所担任工程师，后转为研究员。1974年，他通过了物理学学位论文答辩，并获得了莫斯科国立大学副博士学位（苏联学位体系）。
亚当斯基参与了热核装置的开发。首先参与的是两级氢弹（RDS-37）项目，是苏联第一个两级热核装置。其后与维亚切斯拉夫·费奥多罗夫合作，参与了沙皇氢弹（RDS-220）项目，并且进行了高压缩条件下热核反应自持链式激发机制的理论攻关。
在刚加入项目的时候，他对工作的具体细节知之甚少，但仍然知道自己参与的工作与氢弹相关。他先是住进了一家酒店里，然后被迁入一个独立公寓，最后受邀与伊戈尔·塔姆和尤里·罗曼诺夫合住在一间屋子里。
他在工作中感受到了团结协作的精神，并且大家都很清楚自身的处境与政治局限性。他的物理学思维与经验最初是在雅科夫·泽尔多维奇和安德烈·萨哈罗夫的指导下获得的。
在萨哈罗夫与尼基塔·赫鲁晓夫会面1961年7月10日会面后，由其亲自挑选的团队进行沙皇氢弹的理论研发。在1961年10月，一份由萨哈罗夫、亚当斯基、尤里·巴巴耶夫、Yuri Smirnov共同署名的报告与尤里·特鲁特涅夫（Yuri Trutnev）的设计方案提交给了工程制造部门进行实际开发。在巨大的政治高压下，以往开发核弹的精密数学理论模型被近似估算的值所取代。结果导致了理论物理学家叶夫谢·拉比诺维奇（Evsei Rabinovich）认为该设计可能行不通，但是萨哈罗夫与亚当斯基仍坚持了项目的理论上的可行性，并且要求工程师提高了工程置信度。
萨哈罗夫曾亲赴亚当斯基办公室，向他展示核物理学家利奧·西拉德的反战小说《我作为战犯的审判》。这位核链式反应理论奠基者（1934年专利持有人）书写的文字，深刻揭示了大规模杀伤性武器的毁灭性后果，并且对二人的思想产生了强烈的影响。此后，萨哈罗夫与亚当斯基共同成为了核扩散危害的警示者，持续揭露政权操控下核竞赛对人类文明的威胁。
沙皇氢弹试爆两年后，亚当斯基提交了一份备忘录，备忘录里面的一项关键建议直接推动了美国、英国和苏联之间的《部分禁止核試驗條約》签订。赫鲁晓夫接受了亚当斯基的建议，条约最终禁止了大气层、水下和外层空间核试验。
亚当斯基死后葬于萨罗夫公墓。

## 所获奖项
- 1962年：列宁奖
- 1956年：劳动红旗勋章
- 1954年：劳动英勇奖章